# Valerio Mieli
Valerio Mieli (Roma, 27 gennaio 1978) è un regista, sceneggiatore e scrittore italiano con cittadinanza francese.
È vincitore del David di Donatello e del Nastro d’argento per la sua opera prima Dieci inverni e del premio del pubblico alle Giornate degli Autori del festival di Venezia 2018 per il film Ricordi?

## Biografia
Valerio Mieli, laureato in filosofia all'Università La Sapienza di Roma, ha frequentato la Columbia University di New York e il dottorato di ricerca all’Università del Piemonte Orientale, prima di diplomarsi in regia al Centro Sperimentale di Cinematografia.
Il suo primo film, Dieci inverni, con Isabella Ragonese e Michele Riondino, presentato alla Mostra del Cinema di Venezia, è stato premiato con il Nastro d'argento, il Ciak d'oro e il David di Donatello per la migliore opera prima. Mieli ha pubblicato il romanzo omonimo con Rizzoli.
La Casa del Cinema di Roma ha esposto nel 2013 una sua personale fotografica.
Nel 2018 ha terminato il film Ricordi? di cui è anche sceneggiatore, con Luca Marinelli e Linda Caridi, prodotto dalla Bibi Film e dai Film d’Ici, distribuito in Francia e nel mondo da Le Pacte. Il film è stato presentato alla 75ª Mostra del Cinema di Venezia, unico film italiano in concorso alle Giornate degli Autori, dove ha vinto il premio del pubblico, il premio per la migliore attrice emergente e ha ricevuto una Menzione Speciale FEDIC. Ricordi? è stato inoltre nominato come miglior film a El Gouna International Film Festival, al Haifa Film Festival ed è stato presentato nella sezione Flash Forward del Busan International Film Festival.

## Filmografia

### Regista e sceneggiatore
- Dieci inverni (2009)
- Ricordi? (2018)

## Altre attività

### Romanzi
- Dieci inverni (2009)
- Scelgo tutto (2025)

### Mostra fotografica
- Orsi, pesci, marziani e altri solitari (2013)

## Riconoscimenti

### 2009
- Prix Amilcar du jury al Festival du Film Italien di Villerupt per Dieci Inverni
- Premio FICE miglior autore esordiente agli Incontri del Cinema d'Essai per Dieci Inverni

### 2010
- David di Donatello del miglior regista esordiente per Dieci inverni
- Nastro d'Argento del miglior regista esordiente per Dieci inverni
- Ciak d'Oro "Skoda" - Bello & Invisibile per Dieci Inverni
- Premio Sergio Amidei della miglior Opera Prima per Dieci Inverni
- Premio "Pipolo" al Tuscia Film Fest per Dieci Inverni
- Premio Provincia autonoma di Bolzano al miglior lungometraggio[12] per Dieci Inverni
- Premio Opera Prima "Francesco Laudadio" al Bari International Film&Festival per Dieci Inverni
- Golden Taiga al festival Spirit of Fire[13] di Hanti-Mansiysk in Siberia per Dieci Inverni

### 2018
- Premio del Pubblico BNL per Ricordi?